# Mołdogazy Tokobajew
Mołdogazy Tokobajew (kirg. Молдогазы Токобаев, ur. 27 lutego lub 13 maja 1905 we wsi Toru-Ajgyr w obwodzie semireczeńskim, zm. 21 maja 1974) – radziecki i kirgiski polityk, pisarz, publicysta, przewodniczący Prezydium Rady Najwyższej Kirgiskiej SRR w latach 1943-1945.
1926 ukończył technikum rolnicze, a 1929-1931 studiował na Komunistycznym Uniwersytecie Pracujących Wschodu im. Stalina. 1926-1929 sekretarz odpowiedzialny komitetu Komsomołu w kantonie Karakoł, 1936-1937 redaktor naczelny pisma "Kyzył Kyrgyzstan", 1938-1940 dyrektor Kirgiskiej Filharmonii Państwowej, 1941-1943 sekretarz KC Komunistycznej Partii (bolszewików) Kirgistanu. Od 22 marca 1943 do 14 listopada 1945 przewodniczący Prezydium Rady Najwyższej Kirgiskiej SRR. 1945-1948 I sekretarz obwodowego komitetu partyjnego w Tałasie, 1948-1949 kierownik wydziału KC KP(b)K, 1949-1953 przewodniczący Komitetu Radiofonii przy Radzie Ministrów Kirgiskiej SRR, 1953-1957 kierownik działu w gazecie "Sowiettik Kyrgyzstan". Następnie na emeryturze. 1946-1949 deputowany do Rady Najwyższej ZSRR 2 kadencji.